# Sidhi
Para consultar acerca de los poderes mentales en el hinduismo, vea el artículo sidhi.
Sidhi (en hindi: सीधी ) es una localidad de la India, centro administrativo del distrito de Sidhi en el estado de Madhya Pradesh.

## Geografía
Se encuentra a una altitud de 285 m s. n. m. a 597 km de la capital estatal, Bhopal, en la zona horaria UTC +5:30.

## Demografía
Según estimación 2010 contaba con una población de 67 040 habitantes.